# Riccardia regularis
Riccardia regularis là một loài rêu trong họ Aneuraceae. Loài này được Kuhnem. mô tả khoa học đầu tiên năm 1937.